# Habitatge a l'avinguda Catalunya, 5-9 (Tàrrega)
Avinguda Catalunya, 5-9 és un edifici de Tàrrega (Urgell) protegit com a bé cultural d'interès local.

## Descripció
És un edifici de notables dimensions, entre mitgeres, el qual està subdividit amb tres escales que condueixen a tres grups de pisos respectivament. A més a més, la façana de l'edifici s'estructura en planta baixa, destinat a locals comercials diferenciant-se de la resta, tres pisos com a habitatge i, finalment, les golfes. En la planta baixa, amb un mur format d'aplacats de pedra regulars, s'hi obren les tres portes d'accés a l'escala pertinents a cada grup de pisos. Aquestes portes, dos als laterals i una a la part central, són allindades i de gran sobrietat decorativa respecte a la part superior de la façana. Entre porta i porta hi ha dos grans magatzems comercials.
Pel que fa a la primera i segona planta, amb estructures arquitectòniques totalment idèntiques, ens trobem amb tres cossos sobresortits separant i dividint el conjunt de la façana en tres parts. Aquests cossos són tribunes semicirculars, de considerables dimensions, on s'obren grans finestrals que recorren tot el perímetre d'aquestes. A banda i a banda de les dues tribunes laterals, en els extrems de la façana hi ha una última obertura allindanada, un per cada pis, amb una balconada balustrada magnífica que tanca tot el conjunt arquitectònic central.
Si passem el tercer pis, ens trobem amb sis finestres rectangulars, dues a cada cos, les quals estan dotades d'un trencaaigües sobresortint a la part superior. Les quatre obertures centrals són dotades de magnífiques balconades amb una barana de pedra les quals es creen a la part superior de cada una de les tribunes inferiors. Una insignificant cornisa vertical travessa tota la façana el que seria els tres pisos de l'habitatge amb golfes. Aquesta última part, situada just sota la coberta, s'obre a la façana mitjançant sis minúscules obertures, situades damunt de cada finestra inferior. Cada un d'elles té tres petits ulls amb forma d'arcs de mig punt minúsculs. La coberta és a un vessant la qual sobresurt a la façana considerablement ubicant-hi la presència de la canal d'aigua.